# Simone Rollin
Simone Rollin (5 de setembro de 1910 – La Grande-Motte, 7 de fevereiro de 1991) foi uma sindicalista e política francesa. Como vice-presidente do Movimento Republicano Popular, ela foi eleita para a Assembleia Nacional em outubro de 1945, tornando-se uma das primeiras mulheres francesas no parlamento. Ela serviu na Assembleia Nacional até junho do ano seguinte, e posteriormente serviu no Conselho da República de 1946 a 1948.
Ela foi candidata pelo MRP no departamento de Seine nas eleições para a Assembleia Nacional de outubro de 1945 e foi eleita para o parlamento, tornando-se uma das primeiras mulheres na Assembleia Nacional. Embora ela tenha perdido a sua cadeira nas eleições de junho de 1946, ela foi eleita para o Conselho da República em dezembro de 1946, servindo na câmara alta até novembro de 1948.
Mãe de seis filhos, Rollin morreu em La Grande-Motte em 1991.